# Bobäck
Bobäck (finska: Luoma) är en by vid Esboviken i Kyrkslätts kommun i det finländska landskapet Nyland. Grannbyar till Bobäck är bland annat Masaby och Oitbacka. I öster gränsas byn till Esbo stad. Det finns cirka 1 000 invånare i byn. Den ursprungliga befolkningen är svenskspråkig, men de nyare invånarna talar finska.
En bok om byns historia publicerades på svenska den 5 november 2003 och den heter Bobäck - en bygdekrönika från Kyrkslätt. Idag ligger Bobäck mellan två stora tillväxtcentra, Esbos Köklax och Kyrkslätts Masaby, som växer kraftigt, och deras tätbebyggelse kan hota Bobäcks byliknande struktur.

## Historia
Bobäck har varit bebott sedan bronsåldern. Det finns gamla hällmålningar vid Vitträsk som hittades av Jean Sibelius när han besökte sina vänner i Bobäck år 1911.
Byns åkrar har anlagts vid sidan av Bobäcken som rinner från Vitträsk till Esboviken. Bosättningen sträcker sig som en bandliknande formation på kullarna längs den gamla vägen. I bymiljön finns många stora trävillor som har byggts i början av 1900-talet. Vid kullarna i Bobäck kan man hitta fästningar som påminner om tiden när Porkala var arrenderat till Sovjetunionen efter andra världskriget. Gränsen mellan Finland och Sovjetunionen gick söder om Bobäck.
År 1993 klassificerade Museiverket Bobäcks bymiljö som en byggd kulturmiljö av riksintresse. Gamla byggnader har bevarats bland annat på Fasa, Ingvast och Tyris gårdar. Guss, Siggans och Jofs bildar en tät grupp på sin egen kulle. År 2004 valdes Bobäck till Årets nyländska by tack vare sin välbevarade landsbygdsmiljö.

## Hvitträsk
I Bobäck finns även Hvitträsk. Hvitträsk byggdes av arkitekterna Herman Gesellius, Armas Lindgren och Eliel Saarinen mellan åren 1901-1903 på en hög klippa mitt på en platt udde vid stranden av Vitträsk-sjön. Byggnaden fungerat nuförtiden som ett museum.

## Tjänster

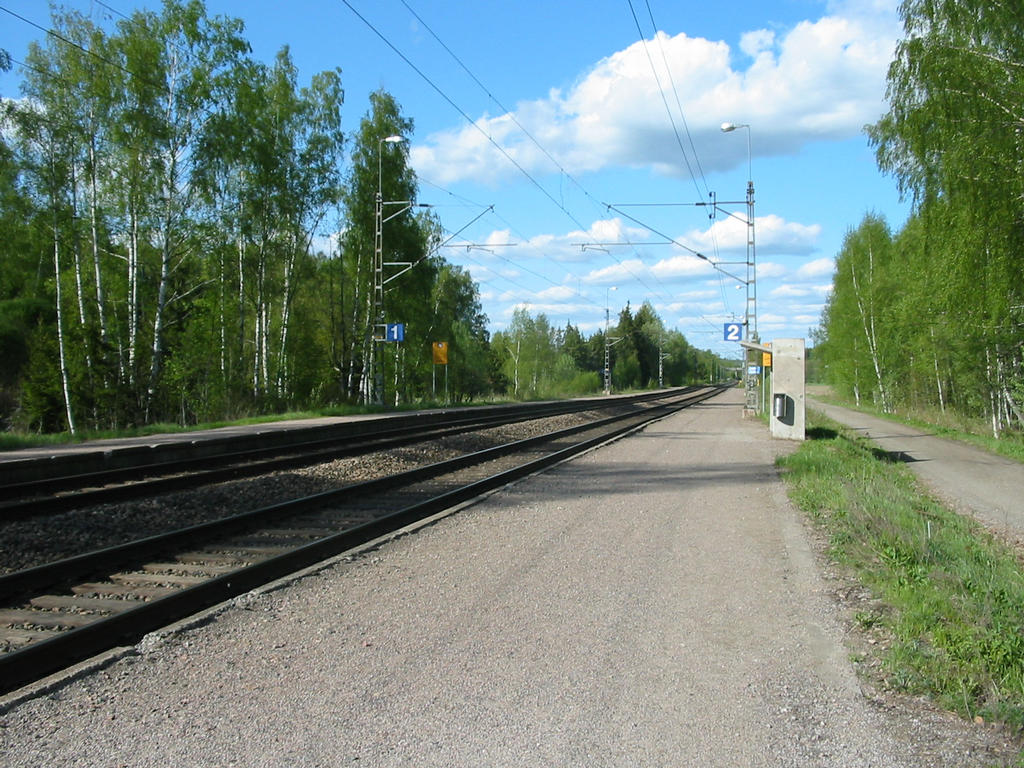
Bobäcks hållplats

I Bobäck finns en egen FBK samt en grundskola och en ungdomsförening. Järnvägshållplatsen lades ned 2016.